# Великотырновская епархия
Великотырновская епархия (болг. Великотърновска епархия) — епархия Болгарской православной церкви. Объединяет приходы и монастыри на территории Великотырновской, Габровской и части Плевенской областей Болгарии.
Резиденция митрополита находится в Великом Тырнове, архиерейские наместничества — в городах Свиштов, Никополь, Горна-Оряховица, Габрово, Елена, Севлиево, Дряново и Павликенах.
Является преемницей Тырновской архиепископии и Тырновской патриархии.
В 1965 году кафедральный город Тырново был переименован в Велико-Тырново, вследствие чего переименована была и епархия.

## Епископы
Константинопольская православная церковь
- Иеремия I (упом. август 1394 — упом. 1401)
- Игнатий (упом. 1437 — упом. 1439)
- Герасим (упом. январь 1467)
- Панкратий (упом. октябрь 1474)
- Феофил I (упом. 1528 — упом. 1530)
- Иоаким (упом. 1556 — упом. 1561)
- Арсений (упом. январь 1565 — упом. 1573)
- Дионисий Рали (упом. май 1590 — июль 1600)
- Иеремия II (упом. март 1602)
- Гавриил (упом. 1611—1622)
- Макарий (18 апреля 1626—1646)
- Дионисий (23 августа 1646—1650)
- Кирилл (март 1650 — январь 1653)
- Анфим (1653—1654)
- Дионисий (1654—1658)
- Герасим (23 ноября 1658—1673)
- Иезекииль (16 августа 1673—1687)
- Афанасий (упом. 1687 — нач. 1692)
- Иосиф (упом. март 1692)
- Феодосий (упом. май 1697)
- Дионисий (упом. марте 1708—1714)
- Иосиф (1714—1722)
- Никифор (упом. 1722 — январь 1737)
- Анфим (упом. 1739—1750)
- Феофил II (январь 1751—1763)
- Парфений (1763—1769)
- Калиник (январь 1770—1791)
- Матфей (декабрь 1791—1797)
- Филофей (февраль 1797 — январь 1800)
- Матфей (февраль 1800—1802) второй раз
- Даниил (27 марта 1802—1817)
- Иоанникий (18 июня 1817 — 12 июня 1821) казнён турками
- Иларион Критский[болг.] (июнь 1821—1827) отстранён
- Константий (25 января 1827 — ноябрь 1830)
- Иларион Критский (ноябрь 1830 — 8 февраля 1838) второй раз
- Панарет (февраль 1838—1840)
- Неофит (Византиос) (26 апреля 1840 — в 1846)
- Афанасий (26 июня 1840 — 24 августа 1848)
- Неофит (Византиос) (29 августа 1848 — март 1857)
- Григорий (Катрис) (26 января 1858 — 14 марта 1867)

Болгарская православная церковь
- Иларион (Михайловский) (25 мая 1872 — 4 июля 1875)
- Григорий (Немцов) (1875—1878) в/у, митр. Доростоло-Червенский
- Климент (Друмев) (27 мая 1884 — 10 июля 1901)
- Анфим (Кынчев) (29 июля 1901 — 24 марта 1914)
- Иосиф (Бакарджиев) (29 сентября 1914 — 30 апреля 1918)
- Филипп (Пенчев) (26 февраля 1920 — 21 июня 1935)
- Софроний (Чавдаров) (22 сентября 1935 — 1 мая 1961)
- Стефан (Стайков) (21 января 1962 — 27 января 1992)
- Григорий (Стефанов) (с 27 февраля 1994)

### вАльтернативном синоде
- Стефан (Стайков) (18 мая 1992 — май 1995), принёс покаяние

## Монастыри
Великотырновское архиерейское наместничество
- Арбанашкий монастырь Пресвятой Богородицы
- Арбанашки манастир „Св. Никола“
- Килифаревский Богородице-Рождественский монастырь
- Къпиновски манастир «Св. Никола»
- Мердански манастир «Св. 40 мъченици»
- Патриаршески манастир «Св. Троица»
- Плаковски манастир «Св. Пророк Илия»
- Преображенският манастир «Св. Преображение Господне»
- Присовски манастир „Св. Архангел Михаил“
- Присовски манастир „Св. Пантелеймон“

Габровское архиерейское наместничество
- Соколски манастир «Успение Богородично»

Горнооряховское архиерейское наместничество
- Горнооряховский монастырь святого Пророка Илии
- Лясковский монастырь святых Петра и Павла (Петропавловский манастир)

Дряновское архиерейское наместничество
- Дряновский монастырь святого архангела Михаила

Еленское архиерейское наместничество
- Буйнёвский монастырь святого Пророка Илии
- Маринский монастырь Преображения Господня

Свищовско архиерейское наместничество
- Свиштовский монастырь апостолов Петра и Павла
- Свищовски манастир «Св. Богородица»

Севлиевско архиерейское наместничество
- Батошевский монастырь Введения Пресвятой Богородицы
- Батошевский монастырь Успения Пресвятой Богородицы